# Greg Handevidt
Gregory Lee "Greg" Handevidt (Concord, 26 de febrero de 1965) es un músico estadounidense actualmente retirado, conocido por haber sido guitarrista y uno de los fundadores de la banda de thrash metal Megadeth en 1983, y de Kublai Khan en 1985, donde además fue vocalista y compositor.

## Biografía

### Megadeth y Kublai Khan
Vivió con su familia en la San Francisco Bay Area, hasta que se mudaron a la ciudad de Jackson en Minnesota. Allí conoció a David Ellefson cuando tenía tan solo diez años y con quien, poco tiempo después de terminar la escuela secundaria, alquiló un apartamento en Hollywood, con el hecho de seguir una carrera musical. Casualmente su apartamento se encontraba debajo del de Dave Mustaine, que habido sido despedido semanas antes de la banda en la que tocaba. Juntos decidieron formar su propia banda de thrash metal en 1983 bajo el nombre de Megadeth, con Greg y Mustaine como guitarristas, y Ellefson como bajista, mientras que más tarde se les uniría como baterista Dijon Carruthers.
Solo llevaba unos meses con la banda, cuando decide volver a Minnesota, pero esta vez a la ciudad de Marshall. Se trasladó nuevamente a Minneapolis, donde en 1984 fundó la banda de thrash metal Kublai Khan con el guitarrista Kevin Idso, el baterista Jason Weber y el bajista Mike Liska, y sería él quien tomara el rol de vocalista además de ser también guitarrista. Aunque Weber deja la banda poco tiempo después y es reemplazado por John Fedde.
Un año más tarde sacan su primer demo titulado Rape, Pillage & Destroy, y a partir de allí empiezan a actuar de teloneros y abren numerosos actos para bandas nacionales e internacionales como King Diamond, Kreator, Voivod y Metal Church. Juegan en la escena «underground» durante un tiempo, hasta la salida de su álbum debut Annihilation en 1987, que recibe buenas críticas.
Finalmente tras varios problemas internos, la banda se disuelve en 1988. Aunque luego de una fugaz reunión en 2003, sacan un nuevo un demo llamado Kronk Meets Kublai Khan con la colaboración de Tony Olson y Jason Notebart de Necromis, y una versión remasterizada de su único álbum con una nueva carátula. En 2009 también hubo otra reedición del álbum.

### Vida personal
En 1989 Greg se alistó en la armada y sirvió en la marina hasta 1998. Se recibió de abogado con licencia para trabajar en los estados de California y Minnesota, donde reside actualmente con su familia.